# 僕のレテパシーズ
僕のレテパシーズ（英：LETEPATHYS）は、日本のインディーズバンド。古宮大志（ふるみやひろし）を中心に2010年・東京にて結成。略称はレテパ。

## メンバー
- 古宮大志（ふるみや ひろし、1982年12月2日 - ）

ボーカル、作詞作曲担当。北海道月形町出身。岩見沢緑陵高校卒業。身長178cm。血液型はB型。
高校在学中に友部正人の歌と出会い、自作曲を作り始める。
2000年10月1日、AZUMIのライブを札幌市東区161倉庫へ見に行き、以後この店を中心にライブ活動をスタートさせる。高校卒業を機に札幌市東区へ引っ越す。
2005年上京。2010年僕のレテパシーズ結成。
2017年アルコール依存症の診断を受ける。治療のため、その後の活動が激減。
2020年以降、回復に合わせ活動が活発化。現在はアルバム制作やライブ活動を精力的に行なっている。
- カニユウヤ（1996年12月8日 - ）

ギター担当。2021年加入。
参加作品→「クレイなジー」「エンデンジャードスピーシーズ」「RADIO LETEPA」「夏のアルバム」
他活動→「突然少年」
加入後の初ライブは2021年5月4日で「全盛期の僕のレテパシーズ」として公開されている。
- ヤハタトシキ

ベース担当。2020年加入。
参加作品→「クレイなジー」「エンデンジャードスピーシーズ」「RADIO LETEPA」「夏のアルバム」
他活動→「何者ナンダカ」「ハウアユース」「SECHI」「半夏生」
- 菊竹南（きくたけ みなみ）

キーボード担当。2022年加入。
参加作品→「RADIO LETEPA」「夏のアルバム」
他活動→「長谷川ニューコーラスフレンズ」
- 関口萌（せきぐち はじめ）

ドラム担当。2018年加入。
参加作品→「ブルースマン」「レテパシー」「アコースティック」「クレイなジー」「エンデンジャードスピーシーズ」「RADIO LETEPA」「夏のアルバム」
他活動→「Paradise」「アンダーボーイズ」「倉内太&ネイティブギター」「ウエル」

## 旧メンバー
- 藤原リョウタ（ふじわら りょうた / 2010 - 2011）

ドラム担当。現在「五月リョウタ」(ごがつりょうた)として活動。古宮大志と五月リョウタによるネットラジオ「週刊ラジオレテパシー」の「局長」
- 古宮夏希（ふるみや なつき / 2010 - 2014）

ギター担当。参加作品→「LIVE AT MOTION」「ぴりぴりのファースト」他活動→「古宮夏希&コークスが燃えている！」「ミチノヒ」かつて古宮大志とは婚姻関係にあった。
- 高木潤（たかぎ じゅん / 2010 - 2014）

キーボード担当。参加作品→「LIVE AT MOTION」「ぴりぴりのファースト」他活動→「ザ・なつやすみバンド」
- 由宇（ゆう / 2010 - 2014）

ベース担当。参加作品→「LIVE AT MOTION」「ぴりぴりのファースト」他活動→「水野由宇」「握月」
- にたないけん（2011 - 2012）

ドラム担当。参加作品→「LIVE AT MOTION」他活動→「メリミー」「ずぶぬれシアター」「ジョズエ」
- 鈴木亜沙美（すずき あさみ / 2012 - 2017）

ドラム担当。参加作品→「ぴりぴりのファースト」「僕を殺せるのは僕だけさ」「愛してるよ」「永遠に、たまに」他活動→「Addiction」「ミチノヒ」「ど真ん中ズン」
- タカユキカトー（2014 - 2015 / 2018 - 2020）

ギター担当（2014 - 2015）、ベース担当（2018 - 2020）参加作品→「レテパシー」「アコースティック」他活動→「ひらくドア」「色々な十字架」や録音エンジニアとしても活動。
- 寺中四（てらなか よん / 2014 - 2015）

ベース担当。参加作品→「僕を殺せるのは僕だけさ」他活動→「ひらくドア」「井乃頭蓄音団」「ラクルイノヨルニ」
- ユキコトーキョー（2014 - 2016）
- ハダユキコ（2018 - 2022）

キーボード担当。ユキコトーキョーとは同人物。ボーカル担当曲は「地下室の外は」「春」「僕ら」参加作品→「僕を殺せるのは僕だけさ」「愛してるよ」「ブルースマン」「レテパシー」「アコースティック」「クレイなジー」「エンデンジャードスピーシーズ」他活動→「ずぶぬれシアター」「キャンディキャンディ」古宮大志とは婚姻関係にあった。2023年第一子誕生。2024年4月1日離婚。
- はなえもん（2015 - 2017）

ギター担当。参加作品→「僕を殺せるのは僕だけさ」「愛してるよ」「永遠に、たまに」他活動→「メリミー」「キャンディキャンディ」「ちぇりーアイヴィ」
- 飯田裕（いいだ ゆたか / 2016 - 2018）

ベース担当。参加作品→「愛してるよ」「永遠に、たまに」「ブルースマン」他活動→「SEBASTIAN X」 「THEズズザザズ」「MANGA SHOCK」「のっぺら」「ヤスエでんじゃらすおじさん(バンド)」
- 高野京介（たかの きょうすけ / 2017 - 2021）

ギター担当。参加作品→「ブルースマン」「レテパシー」「アコースティック」他活動→「SuiseiNoboAz」「うみのて」「ゲスバンド」「古都の夕べ」「大森靖子&THEピンクトカレフ」

## 来歴
- 2010年、東京にて結成。

- 2011年12月18日、初のワンマンライブを行い35曲を演奏。その音源を「LIVE AT MOTION」[9](廃盤)としてタワーレコード限定でリリース。

- 2013年11月13日、1stアルバム「ぴりぴりのファースト」[10](廃盤)をリリース。

- 2015年6月3日、新1stアルバム「僕を殺せるのは僕だけさ」リリース。

- 2016年9月14日、2ndアルバム「愛してるよ」リリース。

- 2017年6月、古宮大志がアルコール依存症の診断を受ける。治療の為に活動は激減。断酒による鬱でライブが出来なくなる。その後は治療と再飲酒を繰り返しながら、ライブは行わず、6枚のアルバムを完成させる為だけの活動に移行。アルバム6枚の理由は「どうしても僕のレテパシーズで録音したい歌が60曲あったから」体調や生活に限界を感じていた古宮は、アルバム6枚完成で解散するつもりだった[6]。

- 2017年12月4日、3rdアルバム「永遠に、たまに」リリース。その後4thアルバム制作をスタートするも制作は途中でストップ。限界を再認識した古宮は再治療を開始[14]。

- 2019年6月3日、4thアルバム「ブルースマン」リリース。

- 2020年2月21日、新高円寺LOFTX (のっぺら企画)にて再治療後初のライブを試み、ここからライブ活動が正常に戻る。(映像は【復活ライブ】「僕のレテパシーズ LIVE AT LOFT X」[15]として公開されている)

- 2020年5月〜全アルバムのサブスク配信を解禁するも、その反響の小ささにショックを受け「才能がなかったんだろ」を作曲[16]。同年7月29日、配信限定でシングル「才能がなかったんだろ(DEMO)」(廃盤)リリース。「才能がなかったんだろ」を皮切りに、7thアルバム以降の新曲がどんどん出来るようになり、予定していた解散は白紙撤回となった。

- 2021年1月7日、配信限定でアルバム「ひろしデモ」(廃盤)リリース。

- 2021年1月28日、5thアルバム「レテパシー」リリース。

- 2021年4月20日、6thアルバム「アコースティック」リリース。

- 2021年10月14日、7thアルバム「クレイなジー」リリース。

- 2022年8月17日、8thアルバム「エンデンジャードスピーシーズ」リリース。

- 2022年12月〜1月、9th,10thアルバム制作の為のクラウドファンディングを実施、リターン限定で「HIROSHI DEMO」リリース。目標としていた2枚分の制作資金600000円には届かなかったが、398000円が集まり、9thアルバムの制作に入る[17]。
- 2023年8月2日、9thアルバム「RADIO LETEPA」リリース。
- 2024年11月21日、10thアルバム「夏のアルバム」リリース。

## メンバーの推移
現メンバーも合わせると総勢17名が在籍。メンバーはサポートでは無く全員正式メンバーとして扱われている。
- ボーカル/古宮大志
- ギター/古宮夏希→タカユキカトー→はなえもん→高野京介→カニユウヤ
- ベース/由宇→寺中四→飯田裕→タカユキカトー→ヤハタトシキ
- キーボード/高木潤→ユキコトーキョー→不在→ハダユキコ→菊竹南
- ドラム/藤原リョウタ→にたないけん→鈴木亜沙美→関口萌[6]

## バンド名の由来
「1人になれる歌、1人で聞く歌、だから「僕ら」ではなく「僕」。自分の知っているあのテレパシーのような愛の感覚をレテパシーと名付けた。だから僕のレテパシーズ。」と古宮が説明している。

## 楽曲とアルバム
- 1stアルバム「僕を殺せるのは僕だけさ」から6thアルバム「アコースティック」までは、古宮のソロ時代のストック曲がほとんどである。よって収録曲の制作年も2000年〜2019年とバラバラ。アルバム制作時に書き下ろした新曲も何曲かあるが、2015年以降はアルコール依存症の影響でほとんど曲が出来ずアルバム収録曲の新曲の割合は少ない。例を挙げると、1stアルバム「17」2ndアルバム「ロックンロール」3rdアルバム「深海」「ラブソング」「永遠に、たまに」4thアルバム「ロックンロールⅡ」「ヘルメットヘアー」5thアルバム「音楽」6thアルバム新曲無し、である[19]。ちなみに、7thアルバム「クレイなジー」以降は全て書き下ろしの新曲で構成されている。が、例外が2曲あり、1曲は8thアルバム収録曲「雪解け」の後半の語り部分の歌詞で、これはソロ時代の「アルトサックス」という曲の1番の歌詞を抜粋朗読している[20]。もう1曲は10thアルバム収録曲の「夏の中で」で「10thアルバムは全曲夏の歌にする」というコンセプトの元、2007年作曲のこの歌が収録された[21]。

- 過去のアルバムを廃盤にしたり、録り直す事も多く「LIVE AT MOTION」(2012年)[9]「ぴりぴりのファースト」(2013年)[10]は廃盤になっており「僕を殺せるのは僕だけさ」(2015年)が事実上の1stアルバムとして扱われている。2020年には「治療中の音源で本領を発揮出来ていない為、Voのみ歌い直した。録り直しは嫌いなのですが、病気と認めている以上、録り直すのが正解と判断した。」と説明し、3rdアルバム「永遠に、たまに」4thアルバム「ブルースマン」のボーカルのみ新録[6]。その為、3rdと4thはCDと配信でボーカルテイクが違う。2023年6月28日には2ndアルバム「愛してるよ」のリマスター盤をリリース。
- 10thアルバム「夏のアルバム」のリリース日の11月21日は真島昌利の1stアルバム「夏のぬけがら」のリリース日と同日(1989年11月21日)[21]。10thアルバム収録曲「夏のアルバム」の歌詞の中でも「いつかさ　僕もさ　夏のぬけがらのようなさ　夏のアルバムを作りたい」と歌っている[22]。

## レテパシーロックフェスティバル
- 僕のレテパシーズ主宰のライブイベント。現在第5回まで開催。「第10回の記念大会をオールナイトの野外フェスとして開催し、感動的な朝焼けを眺める」のが目標[23]。

- イベントタイトルの由来は「レテパが一番使わなそうなロックという言葉を使ったのは、なんか最近さすがにロックという言葉が可哀想な気がしたから」と古宮が説明している[24]。

- 過去の出演者は「ほたるたち」「ヤスエでんじゃらすおじさん(バンド)」(第1回2023年3月18日新宿Marble)「チッツ」(第2回2023年6月11日新宿Marble)「 T.V. NOT JANUARY」(第3回2024年3月10日新宿Marble)「のりもの」「メシアと人人」(第4回2024年6月14日東高円寺ロサンゼルスクラブ)「川崎テツシ」「犬丸二」(第5回2024年10月25日東高円寺ロサンゼルスクラブ)

## 各方面の支持者
- 6thアルバム「アコースティック」には画家の奈良美智がコメントを寄せた[25]。自身のラジオ「渋谷親父ロック部」[26]でも僕のレテパシーズの楽曲をたびたび流している。

- 8thアルバム「エンデンジャードスピーシーズ」にはお笑いコンビ「ランジャタイ」の伊藤幸司、国崎和也がコメントを寄せた[27]。日本テレビ「芝と国崎とみんなでつくったテレビ」ラジオ日本「芝と国崎とみんなでつくるラジオ」のエンディングテーマ曲として「ハローグッバイファックユー」が使用された。伊藤幸司のエッセイ「激ヤバ」（KADOKAWA）では、2022年のM-1ラストイアーの結果発表の夜にコンビで僕のレテパシーズのライブを見に行っていた、と書いている。そのライブは【出航編】LIVE AT SHELTER/僕のレテパシーズ[28]として公開されている。

- 9thアルバム「RADIO LETEPA」にはお笑いコンビ「オズワルド」の畠中悠、伊藤俊介がコメントを寄せた[27]。
- 10thアルバム「夏のアルバム」には友部正人がコメントを寄せた[27]。

## ディスコグラフィー

### アルバム
「LIVE AT MOTION」(廃盤)
2012年3月14日タワーレコード限定リリース
収録曲
DISC-1
1. ロックンロールじゃ踊れない
2. 北
3. ロマンチック
4. MOON PALACE
5. そしてトンキーは死んだ
6. SFマンボ
7. プレスカブのスピードで
8. 長野県のお月様
9. 夕焼けより
10. 地下室の外は
11. 雨の日々
12. 夜明け前
13. アズミ
14. 除雪車
15. いつも心だけはあの日陰で涼ませたまま
16. 海へ行こうよ
17. 君の思い出
18. ミツバチ
19. 再会
20. 東区が恋しくて

DISC-2
1. ブルースマン
2. たこ公園
3. 佐藤君と伊藤君
4. 思わずブランキー
5. 雪包丁
6. 札幌ナンバーの最後
7. 愛は風景
8. 君しかいない
9. バスが来るまで
10. 空知
11. 月形
12. 夏のしっぽ
13. 僕のレテパシーズのテーマ
14. 君とスピッツ
15. 夕立が降ってる

●録音メンバー
- Vo.古宮大志
- G.古宮夏希
- B.由宇
- Key.高木潤
- Dr.にたないけん

「ぴりぴりのファースト」(廃盤)
2013年11月13日リリース
収録曲
1. 空知
2. 見知らぬ青年との会話
3. ハローグッバイファックユー
4. 夜に名前を
5. 札幌ナンバーの最後
6. 7月12日、13日
7. 丘の上の学校からどっかへ行っちゃった君へ
8. SFマンボ
9. 宇宙は猫の中に
10. サマー
11. 猫との午前
12. 旅に出るなら

●録音メンバー
- Vo.古宮大志
- G.古宮夏希
- B.由宇
- Key.高木潤
- Dr.鈴木亜沙美

1stアルバム「僕を殺せるのは僕だけさ」
2015年6月3日リリース
収録曲
1. 17
2. ロックンロールじゃ踊れない
3. ロマンチック
4. プレスカブのスピードで
5. SFマンボ
6. 君とスピッツ
7. 君しかいない
8. やさしい人
9. 海へ行こうよ
10. 愛は風景

●録音メンバー
- Vo.古宮大志
- G.はなえもん
- B.寺中四
- Key.ユキコトーキョー
- Dr.鈴木亜沙美

2ndアルバム「愛してるよ」
2016年9月14日リリース
収録曲
1. 見知らぬ青年との会話
2. 空知
3. ハローグッバイファックユー
4. 夕焼けより
5. 北
6. 東区が恋しくて
7. 再会
8. 札幌ナンバーの最後
9. 夏のしっぽ
10. ロックンロール

●録音メンバー
- Vo.古宮大志
- G.はなえもん
- B.飯田裕
- Key.ユキコトーキョー
- Dr.鈴木亜沙美

3rdアルバム「永遠に、たまに」
2017年12月4日リリース
収録曲
1. 深海
2. 夜に名前を
3. ホープちゃん
4. ラブソング
5. 雨の日々
6. ていくいっといーじー
7. 君の思い出
8. ユーレイ
9. バスが来るまで
10. 永遠に、たまに

●録音メンバー
- Vo.古宮大志
- G.はなえもん
- B.飯田裕
- Dr.鈴木亜沙美

4thアルバム「ブルースマン」
2019年6月3日リリース
収録曲
1. ブルースマン
2. ロックンロールⅡ
3. 7月12日、13日
4. 夜明け前
5. MOON PALACE
6. アズミ
7. 丘の上の学校からどっかへ行っちゃった君へ
8. サマー
9. ヘルメットヘアー
10. 僕のレテパシーズのテーマ

●録音メンバー
- Vo.古宮大志
- G.高野京介
- B.飯田裕
- Key.ハダユキコ
- Dr.関口萌

「ひろしデモ」(廃盤)
2021年1月7日配信限定リリース
収録曲
1. クレイなジー(DEMO)
2. 青春(DEMO)
3. としまえんど(DEMO)
4. コロナの頃なら(DEMO)
5. パンクな名古屋娘(DEMO)
6. あのこは人間を描くのが苦手(DEMO)
7. So.Ka.Be (DEMO)
8. エレキギター(DEMO)
9. 才能がなかったんだろ(DEMO)
10. 天国から来た男(DEMO)

●録音メンバー
古宮大志

5thアルバム「レテパシー」
2021年1月28日リリース
収録曲
1. 長野県のお月様
2. 音楽
3. ミツバチ
4. たこ公園
5. 地下室の外は
6. 雪包丁
7. 佐藤君と伊藤君
8. そしてトンキーは死んだ
9. 東京の空で
10. 水平線

●録音メンバー
- Vo.古宮大志
- G.高野京介
- B.タカユキカトー
- Key.ハダユキコ
- Dr.関口萌

6thアルバム「アコースティック」
2021年4月20日リリース
収録曲
1. 旅に出るなら
2. いつも心だけはあの日陰で涼ませたまま
3. 廃墟
4. 春
5. 調布飛行場
6. 夕立が降ってる
7. 炭住の赤い屋根に
8. 月形
9. 猫との午前
10. 思わずブランキー

●録音メンバー
- Vo.古宮大志
- G.高野京介
- B.タカユキカトー
- Key.ハダユキコ
- Dr.関口萌

7thアルバム「クレイなジー」
2021年10月14日リリース
1. クレイなジー
2. 青春
3. としまえんど
4. コロナの頃なら
5. パンクな名古屋娘
6. あのこは人間を描くのが苦手
7. So.Ka.Be
8. エレキギター
9. 才能がなかったんだろ
10. 天国から来た男

●録音メンバー
- Vo.古宮大志
- G.カニユウヤ
- B.ヤハタトシキ
- Key.ハダユキコ
- Dr.関口萌

8thアルバム「エンデンジャードスピーシーズ」
2022年8月17日リリース
収録曲
1. 実家のハイロウズのリストバンド
2. 年末年始音楽番組感想
3. 島崎智子へ
4. 161倉庫
5. エンデンジャードスピーシーズ
6. 雪解け
7. さよならさよならB.B.B
8. ライブハウス
9. 大丈夫このまま
10. 僕ら

●録音メンバー
- Vo.古宮大志
- G.カニユウヤ
- B.ヤハタトシキ
- Key.ハダユキコ
- Dr.関口萌

「HIROSHI DEMO」(廃盤)
2023年1月23日リリース
※クラウドファンディングのリターン限定リリース
収録曲
DISC-1
1. クレイなジー(DEMO)
2. 青春(DEMO)
3. としまえんど(DEMO)
4. コロナの頃なら(DEMO)
5. パンクな名古屋娘(DEMO)
6. あのこは人間を描くのが苦手(DEMO)
7. So.Ka.Be (DEMO)
8. エレキギター(DEMO)
9. 才能がなかったんだろ(DEMO)
10. 天国から来た男(DEMO)
11. 実家のハイロウズのリストバンド(DEMO)
12. 年末年始音楽番組感想(DEMO)
13. 島崎智子へ(DEMO)
14. 161倉庫(DEMO)
15. エンデンジャードスピーシーズ(DEMO)
16. 雪解け(DEMO)
17. さよならさよならB.B.B (DEMO)
18. ライブハウス(DEMO)
19. 大丈夫このまま(DEMO)
20. 僕ら(DEMO)

DISC-2
1. 四面道信号待ち(DEMO)
2. 無色の歌(DEMO)
3. ヒーローと(DEMO)
4. イカレた人(DEMO)
5. 最後のGB戦士(DEMO)
6. 数学と国語(DEMO)
7. ホワイトアルバム(DEMO)
8. 激めん(DEMO)
9. カニハウス(DEMO)
10. さんちゃんへ(DEMO)
11. 春雷(DEMO)
12. 遠雷(DEMO)
13. T君の夏の歌(DEMO)
14. 夏の中で(DEMO)
15. SAPPORO (DEMO)
16. コード泥棒(DEMO)
17. まだもう(DEMO)
18. 夏のような5月(DEMO)
19. そばにいる(DEMO)
20. 夏のアルバム(DEMO)
21. 万年ほけつ(DEMO)
22. さよならの合図(DEMO)
23. SAIL AWAY(DEMO)

●録音メンバー
古宮大志

9thアルバム「RADIO LETEPA」
2023年8月2日リリース
収録曲
1. 四面道信号待ち
2. 無色の歌
3. ヒーローと
4. イカレた人
5. 最後のGB戦士
6. 数学と国語
7. ホワイトアルバム
8. 激めん
9. カニハウス
10. さんちゃんへ

●録音メンバー
- Vo.古宮大志
- G.カニユウヤ
- B.ヤハタトシキ
- Key.菊竹南
- Dr.関口萌

10thアルバム「夏のアルバム」
2024年11月21日リリース
収録曲
1. 春雷
2. 遠雷
3. T君の夏の歌
4. 夏の中で
5. SAPPORO
6. コード泥棒
7. そばにいる
8. まだもう
9. 夏のような5月
10. 夏のアルバム

●録音メンバー
- Vo.古宮大志
- G.カニユウヤ
- B.ヤハタトシキ
- Key.菊竹南
- Dr.関口萌